# Florence (Kansas)
Florence város az USA Kansas államában, Marion megyében. Lakosainak száma 394 fő (2020. április 1.).

## Népesség
A település népességének változása:

| 2010 | 465 |
| 2020 | 394 |